# Proaspis sahlii
Proaspis sahlii är en mångfotingart som beskrevs av Jeekel 1980. Proaspis sahlii ingår i släktet Proaspis och familjen Platyrhacidae. Inga underarter finns listade i Catalogue of Life.